# 칠북면
칠북면(漆北面)는 대한민국 경상남도 함안군의 면이다. 함안군의 동북부에 위치하고 군청 소재지로부터 21.5 km 정도의 거리에 있으며, 동북이 높고 서남이 낮은 지역이다. 토질과 기후가 과수재배 적합하여 단감, 포도, 복숭아 등이 주소득원으로 겨울 시설원예로 수박을 비롯하여 사계절 과일 생산을 하는 곳이다. 창원시와 인접하고 국도 제5호선의 확장으로 인접 칠서지방산업단지와 더불어 가연농공단지를 비롯한 100여개의 중소기업이 입주해 있으며, 광려천과 낙동강을 끼고 있어 수려한 경관을 자랑한다.

## 연혁
칠북면은 변진 12국의 접도국 이래로 칠토, 칠제의 영토였으며 940년 고려 태조 23년 이후 칠원현의 북면이었으나 1895년 5월 1일 현이 군으로 승격되고부터 칠원군 북면이 되었으며 1906년 칠원군이 함안군에 병합되어 함안군 칠북면이 되었다. ‘칠북’이란 ‘칠원읍성 북쪽’에 위치함으로써 북면이라 하였다가 1906년 광무 10년 9월 14일 폐군이 된 칠원의 고지(故地)라 하여 칠자를 더해 칠북면이라 하였다. 일제시대인 1914년 3월 1일 부군면 폐합시 영산군 길곡면의 사촌리, 금암리 일부를 편입하게 되고, 면청사는 화천리 443-6번지에 있었다. 그 후 1924년 5월 1일 가연리 886-1번지에 청사를 신축 이전하였고, 1958년 5월 31일 검단리 1289-3번지에 새청사를 마련하여 이전함에 따라 유계청사시대가 열리는데, 1985년 4월 8일 구청사옆 검단로 32(검단리 1289-2번지)에 현대식 2층 청사를 신축하여 오늘에 이른다.
1919년 기미년 3월 9일 경상남도에서 최초로 이령리 연개장터 일원에서 3.1독립만세운동을 했던 곳으로 1976년 8월 15일 령서마을 뒷산에 독립기념비를 세워 칠북면 3.1독립운동기념회 주관으로 500여명이 참여하여 기념·문화행사를 실시하여 왔으나, 2003년 3월 1일 칠북초등학교 이령분교내(이령리 231-9번지)에 3.1독립기념탑을 새로 세워 기념·문화행사를 하고 있으며, 이날을 기리기 위하여 1999년에는 만세운동을 벌였던 3월 9일을 “칠북 면민의 날”로 제정하였다.

## 행정 구역
- 가연리(佳淵里)
- 이령리(二靈里)
- 화천리(化川里)
- 영동리(榮東里)
- 검단리(檢丹里)
- 덕남리(德南里)
- 봉촌리(鳳村里)

## 교육
- 칠서초등학교 이령분교
- 칠북초등학교

## 특산물
- 포도
- 복숭아
- 단감